# Параскев Стоянов
Параскев / Парашкев Иванчов Стоянов е български лекар (хирург, професор), основоположник на хирургията и морелечението в здравното дело на България.
Той е първият професор по хирургическа пропедевтика в първия медицински факултет в София, автор на първите учебници по хирургия, създал своя хирургична школа. Отличен организатор, ръководил отделения, хирургична клиника и болници в Ловеч, Русе, Плевен и Варна, създал санаториуми. Занимава се активно с краеведска дейност в Ловеч, Плевен, Варна. Запален турист и алпинист, сред първите любители фотографи, експериментатор и новатор. Считан е за един от „бащите“ на българския и румънския анархизъм. Владее 10 езика.

## Ранни години
Стоянов е роден в Гюргево, Румъния, в семейството на българския търговец Иванчо Стоянов (1844 – 1917) и немкинята Габриела фон Валтер (1843 – 1930) на 30 януари 1871 г. Баща му се е отличава със силно родолюбие, подпомага Стефан Караджа, Хаджи Димитър, Панайот Хитов, братя Обретенови, Христо Ботев, Стефан Стамболов, лежи в Русенския затвор, закупува оръжие и билети на Ботевите четници за пътуването с „Радецки“. След Освобождението е депутат в Народното събрание (1882 – 1894), избран е отново през 1901 г. Майка му е родена в Пресниц (Чехия) или Галац. Двамата има 16 деца, 8 от които остават живи: Параскев, Николай, Мария, Вена, Димитър, Александър, Елена и Екатерина.
От 1878 до 1889 г. Стоянов учи в лицей „Св. Сава“ в Букурещ. Овладява френски език. В гимназията възприема социалистически идеи. Преминава към анархизма, след като прочита памфлета „Към младите“ на Пьотър Кропоткин.
Стоянов основава читалищни клубове в гимназията, в които учениците изучават социализъм и анархизъм, започва да разпространява анархизма сред работниците в Румъния, поради което е считан за „бащата“ на анархизма в страната и фигурира през целия си живот в списъци на международни анархисти. Превежда на румънски множество памфлети на Ерико Малатеста, сред които „За гласоподавателите“, „Между селяни“ и „Анархия“.

## Студентство
През 1890 г. следва медицина в Париж, където участва в междуналодна конференция на студентите. Участва в издаването на „Libertarian Manifesto“ заедно с италианския либертарианец социалист Франческо Саверио Мерлино, за което е арестуван. Освободен след няколко месеца (осъден от френски съд задочно на 2 години затвор и 3000 франка глоба), той се мести в Италия, след което учи 2 семестъра в Женева, Швейцария, където се среща с водещите теоретици на анархисткото движение Пьотър Кропоткин и Елизе Реклю.
В периода 1891 – 1894 г. учи в Медицинския факултет на Букурещкия университет, където развива своя интерес към хирургията. През 1894 г., като студент последна година, се готви експулсирането му от Румъния, поради което Стоянов решава да се дипломира в Германия и заминава.
Тренира алпинизъм в Салев, близо до Женева. На 1 август 1895 г. изкачва връх Гран Комбен, Швейцария (4318 м) с помощта на местен водач, на когото осигурява провизии и на върха му връчва подарък. Той е първият българин, изкачил връх четирихилядник, за което е поздравен от Алеко Константинов. Смятан е за един от пионерите на българския алпинизъм. Написва първото „Практическо ръководство по туризма“ през 1929 г., по поръчение на ЦН на БТС. В него отделя двадесетина страници за теорията и практиката на алпинизма, така че това е първото в България помагало за алпинизъм.
Завършва медицина във Вюрцбург, Германия през юли 1895 г. Защитава докторската си теза „Uber carcinoma cordis“ („Върху сърдечния карцином“) и полага Хипократовата клетва.

## Лекар
Започва работа през 1895 г. в Ловеч като ординатор в Ловешката държавна първостепенна болница. Жени се за рускинята Нина Лейн (1870 – 1927). От брака си има 2 деца, родени в Ловеч: Аркадий (1896) и Лидия (1901). (Аркади Стоянов е известен професор в Софийската политехника.) От 1897 г. специализира 2 години във Франция и Германия при Жан Фор и Терие Бергманди. След това за кратко е старши лекар на Русенската държавна първостепенна болница. През 1900 г. се завръща пак в Ловеч и е старши лекар на Ловешката държавна първостепенна болница. От 1902 г. е старши лекар в хирургическото отделение на Плевенската болница.
В периода 1905 – 1910 е старши лекар и управител на болница „Света Марина“, Варна. Преустройва и модернизира болницата и болничното лечение, инсталиран е първият рентгенов апарат, прави и първата операция на наранено сърце. Във Варна създава и е управител на първия морски санаториум – летния санаториум за скрофулозни, лимфатични и малокръвни деца. Прилага лечебна морска кал, с което поставя началото на научното калолечение в България. Въвежда първи в България таласотерапията, хелиотерапията и фанготерапията (морелечение, слънцелечение и калолечение), пише за Балчишката Тузла, за Поморийското езеро. През 1905 г. като управител на Варненската болница е командирован в Русия, но на слизане от кораба в Одеса е арестуван и обвинен във връзки с международното анархическо движение.  През 1907 г. участва във II международен конгрес по физиотерапия в Рим.
През 1910 г., след конфликт с царица Елеонора поради разногласие относно управлението на Варненската болница и построяването на новата сграда на детския санаториум, отказва да бъде преместен отново в Плевен и напуска Санитарното ведомство. Започва работа като учител-лекар във Варненската държавна мъжка гимназия, където преподава антропология и се грижи за хигиената и здравето на учениците, организира туристически екскурзии. Рапортите за санитарното състояние на гимназията, които пише, са доказателство за висока ерудиция, компетентност и новаторски идеи. Наред с това работи като хирург в частната лечебница на лекарите Теодоров и Иван Фарашев (Фарашов).
През 1911 г. е на конгреса на южнославянските хирурзи в Белград. Избран е за член на международните асоциации по физиотерапия и хидрология, на френското и италианското хирургически дружества. Член е на Международната асоциация по история на медицината и на изградената към нея комисия по народна медицина. Името му заема достойно място сред светилата на световната медицинска наука в библиографския лексикон на Изидор Фишер.
По време на Балканската и Междусъюзническата война (1912 – 1913 г.) завежда Първа полуподвижна болница при IV армейска дивизия, а през Първата световна война (1915 – 1918) е началник на 2/4 етапна болница при 3-та армия. В Текир Гьол, Северна Добруджа създава през 1916 г. първия войнишки морски санаториум, в който прилага морелечение, слънцелечение и калолечение.

## Професор
На 10 април 1918 г. е открит Медицинският факултет в София. Параскев Стоянов е сред двамата първи преподаватели. Назначен е за професор по хирургическа пропедевтика с оперативна медицина. Неговата преподавателска работа обаче започва с преподаване на анатомия, тъй като назначеният професор отказва да заеме мястото. Встъпителната му лекция по хирургия, четена на 19 октомври 1920 г., е озаглавена „Принос към историята на българската хирургия“, на нея присъства целият преподавателски състав на Медицинския факултет. Лекциите му са онагледени с много картини, нарисувани от художници под негово ръководство (самият той рисува добре, илюстрациите му от лекциите му по анатомия са негови).
В края на 1921 г. публикува статията „Нещо за особеностите в черепа, мозъка и сърцето на народния поет Иван Вазов“ с резултати от аутопсията, за което лично е помолен от дългогодишния си приятел и кореспондент проф. Иван Шишманов.
За да улесни студентите, издава своя първи учебник „Обща хирургия“ през 1922 г., а през следващите години – ръководства по оперативна медицина и по специална хирургия. Упражненията си води до леглото на болния под формата на беседа със студентите. Качествата, които го правят любим преподавател, са неговата голяма хуманност, демократичност и прогресивност. Полага големи грижи не само за обучението на студентите, но и за своите сътрудници и асистенти. Най-добрите изпраща на специализация в чужбина при световноизвестни учени. Така създава българската хирургична школа, която дава кадри за хирургията.
Заедно с проф. д-р Александър Станишев е основоположник на Българското хирургическо дружество и 2 години е негов председател (1934 – 1936).
Въпреки заслугите му през 20-годишната му академична кариера не е избиран за декан или ректор нито веднъж.

## Общественик
През 1900 – 1901 г. провежда анкета на останалите живи съратници на Васил Левски в Ловеч. Проучва историята на града през епохата на Възраждането. Резултатите публикува в книгата „Градът Ловеч като център на Български централен революционен комитет, столица на Васил Левски и роден град на поборника Тодор С. Кирков“ (1901). Средствата от продажбата на книгата дарява за построяване на паметника на Тодор Кирков в Ловеч. Със същата цел пише и поставя пиесата „Тодор Кирков“. Автор е на „Санитарна история на гр. Ловеч“. Участва в комитета за написване и издаване на поредицата „Ловеч и Ловчанско“.
В Плевен продължава обществената си дейност, проучва историята на града, създава археологическо дружество (1903).
Във Варна урежда създаването и откриването на варненския Аквариум и на детския санаториум за костно-ставна туберкулоза. Проучва историята на Варна и Варненско, оставя ценни бележки за миналото на града, Аладжа манастир, Побитите камъни, братята археолози Шкорпил и др.
През 1906 г. пише труда „Хигиената на туриста“. Рефератът му „Изгарянето на сметта като източник на електрическа двигателна сила, топлина и прочее“, за който черпи вдъхновение от налична инсталация на австро-унгарския град Фиуме (Риека) е издаден през 1908 г. и е пример за новаторско мислене, надскочило времето си с повече от век. Джобните му бележници са „малки енциклопедии: нарисувани скици от тавани с резби в стари къщи, рецепти за сапун... и разни други полезни сведения“. Някои от тези скици използва за интериора на къщата си във Варна.
През 1938 г. Хирургическото дружество в чест на 20-годишната му професорска дейност и 43-годишната му лекарска практика издава юбилейна книга. Той казва на своите асистенти: „Моля ви, не вдигайте шум около моята скромна личност...“

## Памет
Професор доктор Параскев Стоянов е патрон на Медицинския университет във Варна от 2002 г., Многопрофилната болница за активно лечение в Ловеч, Санаториума за костно-ставна туберкулоза във Варна. Неговото име носят улици в Поморие и Варна. Почетен гражданин на Ловеч от 2014 г. (посмъртно; Решение №670/24.04.2014).
Носител е на български, румънски и германски ордени и награди, сред които български орден „Св. Александър“ и орден „За гражданска заслуга“, германски орден „Железен кръст" и румънски орден ”За културни заслуги“.
Личен архивен фонд № 1001К „Стоянов, Парашкев Иванов“ с 1461 архивни единици се съхранява в Централния държавен архив.. В Държавен архив – Ловеч се съхранява личен архивен фонд № 483К „Стоянов, Параскев Иванов“ с 37 архивни единици.

## Трудове
Из книгите
- Uber Carcinoma Cordis. Dissertation. Wurzburg, 1895.Напредъкът на съвременната хирургия. Ловеч, 1900.
- Градът Ловеч като център на БЦРК, столица на Васил Левски и роден град на поборника Тодор С. Кирков. Ловеч, 1901, 86 с.
- Войводата Тодор Кирков Ловчалията (Картини на българското въстание). Ловеч, 1902, 56 с.
- Калолечението в България и Балчишката Тузла. Варна, 1906.
- Хигиена на туриста. София, Изд. на Соф. тур. д-во, 1906.
- Изгарянето на сметта като източник на електрическа двигателна сила, топлина и прочее. Варна, 1908, 31 с., 2 ил.
- Живеницата (скрофулозна туберкулоза) и нейното лечение. София, 1921.
- Обща хирургия. Унив. библ. №19. София, 1922. 368 с.
- Ръководство по оперативна медицина. Унив. библ. №48. София, 1925. 684 с., 439 фиг.
- Морелечение. Лечебни свойства на морето. Методи на лечението. Четиво „Наука и живот“ №25. София, 1926.
- Ръководство по специална медицина. Унив. библ. №55. София, 1926. 486 с., 375 фиг.
- Практическо ръководство по туризма (за туристи, скаути, спортисти). София, 1929, 335 с.
- Хирургическа диагностика, семиотика и симптоматология. София, Книгоизд. Факел, 1930. 1050 с., 165 фиг.
- Din istoria vechei scoalei de medicin din Bucresti. Spitolul, 1930.
- Обща хирургия. Собств. изд. София, 1935. 483 с., 188 фиг.

Из статиите
- Une classification originale des fistules de l'anus // La Presse medicale. Paris, 1898.
- Какво може и какво трябва да се направи против охтиката в България // Мед. напредък, 1900, кн. 5.
- Румъни и гърци // Вечерна поща, IV, 777, 16.IX.1903.
- Из патилата на един посетител лекар на баните Вършец // Летописи на ЛС в Б-я, III, 3 – 4, 1905, с. 138 – 144.
- Варненският морски санаториум // Съвременна хигиена, III, 7, 1909, с. 235 – 239.
- Санитарно-хигиенично състояние на Варненската държавна мъжка гимназия „Фердинанд I“ през уч. год. 1910/11 // Год. на Варн. държ. мъжка гимн., уч. 1910 – 11, с. 35 – 55. Варна, 1911.
- Сръбкинята и българката през Балканските войни // Свободно мнение, II, №46, 1914.
- La chirurgie intramediastinal posterieur // Revue de chirurgie. Paris, 1916.
- Окопна или хъшовска баня // Военни известия, XXVII, 157, 13.VII.1918.
- Юридически патила на един лекар свободолюбец // Право, V, 3, 25.Х.1919, с. 37 – 41.
- Доклад до Медицинския факултет за научната ми командировка – от април до октомври 1920 // Год. на СУ, Мед. ф-т, I, 1920/21, с. 246 – 293.
- Принос към историята на българската хирургия. Встъпителна лекция // Год. на СУ, Мед. ф-т, I, 1920/21, с. 33 – 64.
- Нещо за особеностите в черепа, мозъка и сърцето на народния поет Иван Вазов // Помен за Иван Вазов. Съст. Ст. Чилингиров. София, Държ. издание, 1922, с. 502 – 508.
- Медико-хирургически импровизации, упростотворена техника и практични съвети // Мед. списание, VII, 10, 1923, с. 433 – 442.
- Анхиалското езеро и неговата лечебна кал // Год. СУ, Мед. ф-т, II, 1923/24, с. 1 – 13.
- Лечебните растения // Мед. списание, VIII, кн. 9, 1924, с. 391 – 410.
- Варненският държавен морски санаториум // Изв. на Дир. на нар. здр., кн. 5 и 6, май и юни 1926.
- Калолечение в България // Природа, 10, 1927.
- Йоаким Транен, запасен полковник // Лет. на БЛС, XXV, 9 – 10, 1927, с. 395.
- Лечебни свойства на морето // Телеграфо-пощенско дело, 1929.
- Варна – светлият бисер на Черното море // Възраждане, I, бр. 5, 7.VIII.1929.
- За румъно-българските отношения // Лекар, IV, 5 – 6, 1931, с. 67.
- Международният конгрес по физиотерапия в Лиеж // Изв. на Балн. д-во, I, 3 – 4, 1931/32, с. 4 – 10.
- Les tresors therapeutiques de la mer // La cure marine, 1, 1932.
- Fangotherapie marine // La cure marine, 2, 1933.
- L'effort thalassotherapeutique en Bulgarie // La cure marine, 1, 1934.
- Санитарна история на Ловеч // Ескулап, I, 1934, бр. 5, 6, 7.
- Приносът на България за развитието на морелечението // Курортно дело, III, 3, 1934, с. 3.

Из научните съобщения
- Несколько случаев разрыва матки. Сообщ. на конгресе русских гинекологов. Петербург, 1903.
- Един случай от myositis ossificans progressiva generalisata. Съобщение на конгреса на южнославянските хирурзи. Белград, 1911.
- La physiotherapie en Bulgarie, specialment la thalassotherapie. Congres international de physiotherapie. Liege, 1930.
- Ехинококоза в България. Съобщение във Всеславянския медицински конгрес. София, октомври 1936.
- Археологически медицински находки из България. Съобщение в Международния конгрес по история на медицината. Загреб, Белград, 1938.

Из преводите
- Каниц, Феликс. Градът Ловеч от основаването му до освобождението. Прев. от немски ез. Ловеч, 1902, 24 с.
- Richet, Charles. Войните и мирът. Прев. от фр. ез. Варна, 1906, 180 с.
- Brickner W, Moschowitz E, Hays H. 700 хирургически правила за опознаване и лечение на болестите. 700 surgical suggestions. Прев. от немски ез. София, 1923, 64 с.